# Cybalomia biskralis
Cybalomia biskralis là một loài bướm đêm trong họ Crambidae.